# Mart Laga
Mart Laga (Tartu, 15 mei 1936 - Tartu, 27 november 1977) was een Estisch professioneel basketbalspeler en coach die uitkwam voor het nationale team van de Sovjet-Unie. Kreeg de onderscheiding Meester in de sport van de Sovjet-Unie.

## Carrière
Laga begon zijn carrière in 1952 bij USK Tartu. Met USK werd hij één keer Landskampioen van Estland in 1952 en één keer Bekerwinnaar van Estland in 1952. In 1956 verhuisde hij naar de legerploeg van CSKA Moskou, dat als RSFSR Moskou zou meedoen en hij de tweede plaats behaalde om het Landskampioenschap van de Sovjet-Unie. In 1957 keerde hij terug bij USK Tartu. In 1958 ging hij spelen voor Kalev Tallinn. Laga kwam van 1955 tot 1957 uit voor de Sovjet-Unie. Hij won goud op het Europees Kampioenschap in 1957 en brons in 1955. In 1963 stopte hij met basketbal.

## Erelijst
- Landskampioen Sovjet-Unie:
  - Tweede: 1956
- Landskampioen Estland: 1
  - Winnaar: 1952
- Bekerwinnaar Estland: 1
  - Winnaar: 1952
- Europees Kampioenschap: 1
  - Goud: 1957
  - Brons: 1955